# Eupithecia inscitata
Eupithecia inscitata là một loài bướm đêm trong họ Geometridae.